# Distretto di Ėrdėnė (Dornogov')
Il distretto di Ėrdėnė è uno dei quattordici distretti (sum) in cui è suddivisa la provincia del Dornogov', in Mongolia. Conta una popolazione di 2.395 abitanti (censimento 2009). 